# Asnières-sur-Nouère
Asnières-sur-Nouère – miejscowość i gmina we Francji, w regionie Nowa Akwitania, w departamencie Charente.
Według danych na rok 1990 gminę zamieszkiwało 1015 osób, a gęstość zaludnienia wynosiła 48 osób/km² (wśród 1467 gmin regionu Poitou-Charentes Asnières-sur-Nouère plasuje się na 303. miejscu pod względem liczby ludności, natomiast pod względem powierzchni na miejscu 363.).